# Geisteruhr
Geisteruhr ist ein Kinder- und Geschicklichkeitsspiel der deutschen Spieleautoren Anja Wrede und Christoph Cantzler. Das Spiel für zwei bis vier Spieler ab fünf Jahren dauert etwa 5 bis 15 Minuten pro Runde und ist für Kinder ab 5 Jahren konzipiert. Es ist im Jahr 2017 bei dem Verlag Noris Spiele erschienen.

## Thema und Ausstattung
Bei dem Spiel versuchen die Spieler, ihre Geisterfiguren so auf eine bewegliche Geisteruhr zu legen, dass sie dort möglichst lange liegenbleiben, ohne von dem Zeiger heruntergeschoben zu werden.
Das Spielmaterial besteht neben einer Spieleanleitung aus einer Geisteruhr mit einem drehbaren, durch eine Batterie angetriebenen Zeiger und 28 Geistern in vier Spielerfarben. Die Geisteruhr wird in der Spieleschachtel aufgebaut, die eine Auffangschale und eine Ablagefläche besitzt.

## Spielweise
Vor dem Spiel wird die Geisteruhr in der Spieleschachtel aufgestellt, und jeder Spieler bekommt ein Set aus sieben farbigen Geistern. Einer der Spieler startet die Geisteruhr. Alle Mitspieler versuchen nun gleichzeitig, ihre Geister auf der Uhr zu platzieren, und zwar so, dass sie nach Möglichkeit nicht von dem beweglichen Zeiger heruntergestoßen werden. Dabei dürfen sie immer nur einen Geist gleichzeitig ablegen und diesen weder auf anderen Geistern platzieren, noch auf den Zeiger legen. Wird ein Geist von der Uhr vom Zifferblatt heruntergeschoben, darf er in dieser Runde nicht mehr aufgenommen werden.
Die Spielrunde endet, wenn ein Glockenschlag ertönt und der Zeiger mit seinen Bewegungen aufhört. Nach dem Tonsignal dürfen keine Geister mehr auf die Uhr gelegt werden. Alle Geister, die zu spät abgelegt wurden, und alle Geister, die aufrecht stehen oder auf anderen Geistern oder dem Zeiger liegen, werden vom Zifferblatt entfernt. Danach zählen die Mitspieler, wie viele Geister ihrer Farbe auf dem Zifferblatt verblieben sind. Derjenige mit den meisten Geistern gewinnt die Runde; bei einem Gleichstand gewinnt der Mitspieler, der noch die meisten Geister im eigenen Vorrat hat. Der Gewinner legt einen Geist auf die Ablage, um den Sieg anzuzeigen, und geht mit einer Figur weniger in die nächste Runde.
Das Spiel endet, sobald ein Spieler zum dritten Mal gewonnen und drei Geister auf die Ablage platziert hat. Dieser gewinnt das Spiel.

## Veröffentlichung
Das Spiel wurde von den deutschen Spieleautoren Anja Wrede und Christoph Cantzler entwickelt und im Jahr 2017 bei dem Verlag Noris Spiele veröffentlicht.

## Belege
1. 1 2 3 4  Spieleanleitung Geisteruhr; abgerufen am 5. Juli 2020
2. ↑  Geisteruhr, Versionen bei BoardGameGeek. Abgerufen am 5. Juli 2017.